# Genêt épineux
Genista scorpius
Espèce
Classification phylogénétique
Le Genêt épineux, aussi appelé Genêt scorpion ou Epine-fleurie (Genista scorpius), est une espèce de plantes à fleurs de la famille des Fabaceae. C'est un arbrisseaux très épineux, haut de 1 à 2 m.
A remarquer que les Genêt d'Angleterre (Genista anglica) et Genêt d'Allemagne (Genista germanica), le Cytise épineux (Calicotome spinosa) ainsi que divers Ajoncs (genre Ulex), sont parfois aussi appelés Genêts épineux. 
Ainsi, en Provence, il partage parfois le même nom d'argelas avec Ulex parviflorus (ajonc).

## Répartition
Le Genêt épineux pousse à l'ouest de la région méditerranéenne, dans les garrigues, les lisières, les landes et les lieux stériles. On le trouve à des altitudes de 0 à 2 000 m dans les climats chauds, secs et lumineux, de préférence sur les marnes ou les calcaires marneux. En France, il est présent dans le Midi, des Pyrénées aux Alpes ainsi qu'en Corse. En Europe, on le trouve également aux Baléares, en Espagne et au Portugal.

## Description

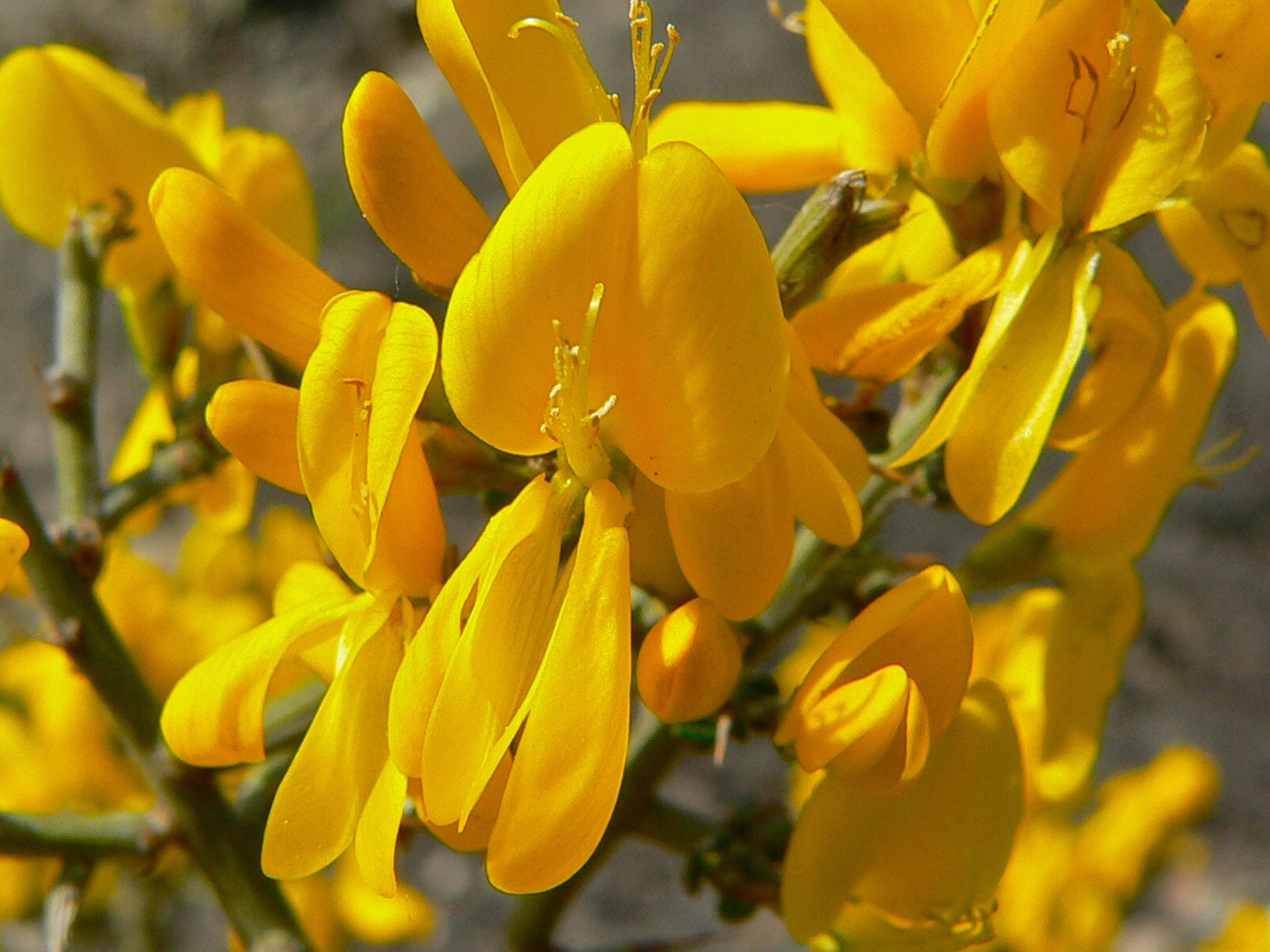
Fleurs.

Le genêt épineux est un arbrisseau vivace d'une hauteur de 0,30 à 2 m, très rameux, très épineux, dressé, à rameaux très raides, striés, glabres, garnis de nombreuses épines latérales.
Son feuillage est caduque, ses feuilles sont simples, brièvement pétiolées, obovales ou lancéolées, légèrement pubescentes en dessous. Les rameaux sont garnis de stipules spinescentes.
La plante se développe au printemps grâce à ses nouvelles feuilles et fleurit d'avril à juin. Elle se reproduit par pollinisation par les insectes. À la saison sèche, le feuillage disparaît et le maintien de la fonction chlorophyllienne est assuré par la tige et les épines vertes. La surface d'évaporation de la plante est réduite, ce qui lui permet de s'adapter aux variations de ressources en eau.
Ses fleurs jaunes latérales poussent en faisceaux sur les anciens rameaux.
Elles sont réunies en grappes denses au sommet des tiges.
Dans la fleur, les pédicelles bractéoles égalent au moins le calice glabre aux lèvres presque égales. L'étendard est glabre, un peu plus long que la carène glabre.
Ses fruits sont présents entre juin et septembre. Ce sont des gousses bosselées, à sommet lancéolé, de forme linéaire-oblongue de 25 à 35 mm de long et 5 mm d'épaisseur, glabres et irréguliers, contenant de 3 à 7 graines ovoïdes et olivâtres.
Il ne faut pas confondre le genêt épineux (Genista scorpius) avec l’ajonc (Ulex europaeus) dont les feuilles sont réduites à de petites épines et dont les gousses sont velues, ni avec le genêt à balai (Cytisus scoparius) qui n’a pas d’épines,.

## Protection
À l’échelle nationale, le genêt scorpion est présent depuis 2019 sur la liste rouge de la flore vasculaire de la France métropolitaine.
Il est considéré comme une espèce à préoccupation mineure (LC) présentant un risque faible de disparition, sauf en région Aquitaine où il fait partie depuis 2002 de la liste des espèces végétales protégées.

## Synonyme
- Spartium scorpius L.

Argalegre en provencal.
Arjelàs en occitan.
L'appellation genêt-hérisson est peu usitée et à éviter à cause des risques de confusion avec Erinacea anthyllis.